# Heinie Manush
Henry Emmett „Heinie“ Manush (* 20. Juli 1901 in Tuscumba, Alabama; † 12. Mai 1971 in Sarasota, Florida) war ein US-amerikanischer Baseballspieler in der Major League Baseball (MLB).

## Biografie
Heinie Manush gab sein Debüt in der American League am 20. April 1923 als Outfielder bei den Detroit Tigers. Bei den Tigers stand er allerdings im Schatten von Ty Cobb und Harry Heilmann. In seinem ersten Jahr kam er auf einen Schlagdurchschnitt von 33,4 %. Sein stärkstes Jahr bei den Tigers hatte er 1926. Er erreichte einen Schlagdurchschnitt von 37,8 %. Mit Babe Ruth lieferte er sich einen Kampf um den Titel des besten Schlagmanns, der erst am letzten Tag der Saison entschieden wurde. In einem Doubleheader am 26. September erzielte Manush sechs Hits bei neun Schlagchancen und konnte Ruth, der auf einen Schlagdurchschnitt von 37,2 % kam, hinter sich lassen. 1928 wechselte er zu den St. Louis Browns und kam wieder auf 37,8 % in dieser Kategorie, musste sich aber mit dem zweiten Platz hinter Goose Goslin von den Washington Senators zufriedengeben.
1930 wechselte Manush zu den Washington Senators. 1933 führte er die Senators mit Hilfe seiner Leistungen zu deren letzten World-Series-Teilnahme. Allerdings unterlagen sie dabei den New York Giants deutlich mit 1:4 Spielen. Im vierten Spiel schrieb Manush Baseballgeschichte, als er der erste Spieler war, der jemals bei einem World-Series-Spiel des Feldes verwiesen wurde. Der Schiedsrichter wertete eine Aktion von Manush mit einem Strike, der zum Aus des Spielers führte. Manush protestierte darauf heftigst, zog an der Fliege des Schiedsrichters, die mit einem Gummiband befestigt war und ließ sie zurückschnallen. Daraufhin wurde Manush des Feldes verwiesen.
Nach Washington spielte Manush noch bei den Boston Red Sox, den Brooklyn Dodgers und den Pittsburgh Pirates, bei denen er am 22. Mai 1939 sein letztes Spiel in der Major League bestreitet.
Im Jahr 1964 wurde Manush vom Veterans Committee in die Baseball Hall of Fame aufgenommen. Er verstarb 1971 im Alter von 69 Jahren in Sarasota, Florida.